# عزمارين
عزمارين قرية في منطقة حارم في محافظة إدلب في سورية.
أعلن عن تحريرها على يد الجيش السوري الحر بتاريخ 11.10.2012